# Regne ermità
Regne Ermità és un terme que s'utilitza per referir-se a qualsevol país, organització o societat que voluntàriament se separa, sigui metafòricament o físicament, de la resta del món. El país d'Àsia oriental de Corea del Nord es considera comunament un exemple excel·lent de regne ermità, i el terme s'usa contemporàniament per descriure aquest país.
La Corea de l'època de la dinastia Joseon va ser el primer subjecte en què es va usar el terme, al llibre de 1882 de William Elliot Griffis Corea: The Hermit Nation, i Corea també es va descriure amb freqüència com un Regne Ermità fins al 1905 quan es va convertir en un protectorat del Japó.
Avui, el terme és sovint aplicat a Corea del Nord en notícia i mitjans de comunicació socials, i el 2009 va ser utilitzat per la Secretària d'Estat dels Estats Units Hillary Clinton.
El terme “Regne Ermità” ha estat col·loquialment sovint descrit pels habitants locals d'Austràlia Occidental des d'altres ciutadans d'altres estats durant la pandèmia de COVID-19 i també per part d'alguns mitjans de comunicació que descrivien la situació del país d'Austràlia aïllada de l'escena global.